# エドワード・ジョンソン3世
エドワード・ジョンソン3世（Edward Johnson III、ネッド・ジョンソン 1930年6月29日- 2022年3月23日）は、アメリカ合衆国の投資家。エドワード・ジョンソン2世の息子である。フィデリティ・インベストメンツを実の娘アビゲイル・ジョンソンと経営した。
ボストン郊外のミルトン出身。ハーバード大学卒業し、ステート・ストリート信託銀行でキャリアを積んだが、1957年に父親のフィデリティへ移り、1972年に会長となった。1961年、父親からフィデリティ・トレンド・ファンドを任されたが、3年ほどかけて運用成績でジェリー・ツァイを超えた。この成長株ファンドは1996年から娘のアビーが運用責任者である。
ネッド会長は1974年夏までマネー・マーケット・ファンド開発を指揮した。このとき社内で活躍した人物が二人いる。
一人目はジョシュア・バーマン（Joshua Mordecai Berman、1938-）である。1958年にニューヨーク市立大学シティカレッジを、1961年ハーバード・ロースクールをそれぞれ卒業。Goodwin, Procter & Hoar 法律事務所へ就職、1969年からパートナーへ昇格して1980年まで務めた。1970年から3年ほどTyco International の会長・社長を務めた。1971年からフィデリティの顧問であった。
二人目がパトリシア・オストランダー（Patricia Ostrander）である。パデュー大学を卒業後、1959年にラドクリフ・カレッジとハーバード・ビジネス・スクールの合同課程Harvard-Radcliffe Program in Business Administration を履修した。ABNアムロ系列のLaSalle National Bank へ入行、1969年にフィデリティへ入社した。債券に強い人材であったので、ドレクセル・バーナム・ランベールのマイケル・ミルケンと密接な関係ができた。
同じころ、一人の職人がフィデリティの通信網を世界展開した。マサチューセッツ工科大学のサミュエル・ボドマン教授である。1983年にフィデリティの最高執行責任者となった。4年後にフィデリティを去り、カボット・コーポレーションへ移った。その後、デュポン役員を経て2005年から4年間アメリカ合衆国エネルギー長官を務めた。
ネッド会長は1978年に優秀なスポークスマンを得た。リチャード・バーテルセン（Richard Bertelsen）である。ハーバード大学を卒業後、老舗の出版社Little, Brown & Company で働いていた。享年42歳。